# Kjell Grane
Kjell Ragnar Grane, född 30 maj 1929 i Piteå stadsförsamling,, död 2 april 2020 i Stockholms Gustav Vasa distrikt, Stockholm, var en svensk idrottslärare och fackboksförfattare.
Grane var son till adjunkten Robert Grane och Ebba, ogift Gaulitz. Han växte upp i Eksjö, dit familjen flyttade 1932 efter att fadern hade fått arbete som språklärare vid läroverket.
Kjell Grane hade en examen som gymnastikdirektör och arbetade som idrottslärare vid Gymnastik- och idrottshögskolan i Örebro. Hans hälsoengagemang har också märkts genom att han lett morgongymnastik i P1:s Morronpasset samt gett ut flera böcker. Som pensionär sysslade han bland annat med att hålla föredrag om vikten av att hålla sig i trim när man blir äldre.
Han var från 1955 gift med småskolläraren och simmaren Marianne Lundquist (1931–2020). Kjell Grane avled 2 april 2020 i covid-19, åtta dagar senare avled även hans maka, på samma äldreboende i Stockholm. De är begravda på Längbro kyrkogård i Örebro.